# 안데르스 테그넬
닐스 안데르스 테그넬(스웨덴어: Nils Anders Tegnell, 1956년 4월 17일 ~ )은 스웨덴의 감염내과 전문 의사이자 공무원으로, 현재 국가역학자이다.
그는 2009년 신종플루와 2020년 코로나19를 대처한 것으로 알려져 있다.